# 胜利公园 (科尔多瓦)
37°53′1.4″N 4°47′7.7″W / 37.883722°N 4.785472°W
胜利公园（Jardines de la Victoria）是西班牙安达卢西亚城市科尔多瓦的一座公园，位于两条主要街道之间：Paseo de la Victoria 和Avenida República Argentina。公园得名于曾经位于此处的胜利之后修道院，已经在19世纪被拆除。
公园内有一座古罗马陵墓。